# کیم هیون موک
کیم هیون موک (کره‌ای: 김현목؛ زادهٔ ۲۹ سپتامبر ۱۹۹۱) بازیگر و مدل اهل کره جنوبی است. او بیشتر به خاطر مجموعه‌های تلویزیونی تو فوق‌العاده‌ای، یکبار دیگر و یادبودها شناخته می‌شود.

## فیلم‌شناسی

### فیلم
| سال  | عنوان                    | نقش                       | منابع |
| ---- | ------------------------ | ------------------------- | ----- |
| ۲۰۱۶ | مردم زشت                 | یونگ هیون                 |       |
| ۲۰۱۶ | مرز                      | بک ما                     |       |
| ۲۰۱۶ | روز خوب برای تماشای پورن | اوه دونگ سوک              |       |
| ۲۰۱۷ | مونولوگ                  | جونگ                      |       |
| ۲۰۱۷ | فراموش‌شده                | دانش آموز در ایستگاه پلیس |       |
| ۲۰۱۸ | دونگ آه                  | دوست دونگ ئه              |       |
| ۲۰۱۸ | هونگ بو انقلابی          | بیننده در خیابان          |       |
| ۲۰۱۸ | مسابقه سه پایی           | سونگ جین                  |       |
| ۲۰۱۸ | فیلم زیبای عجیب غریب     | پیونگ بوم هه              |       |
| ۲۰۱۹ | رفیق درون من             | کیم جه ایک                |       |
| ۲۰۲۰ | پسری از هیچ‌کجا           | پیل سونگ                  |       |
| ۲۰۲۱ | روح رو بهم نشون بده      | هو دو                     | [ ۳ ] |

### مجموعه‌های تلویزیونی
| سال  | عنوان                         | نقش                 | منابع  |
| ---- | ----------------------------- | ------------------- | ------ |
| ۲۰۱۶ | نوشیدن به تنهایی              | دانشجوی کالج        | [ ۴ ]  |
| ۲۰۱۶ | گابلین                        | مسافر اتوبوس        | [ ۵ ]  |
| ۲۰۱۶ | دوست قدیمی من                 | جونگ‌وو              | [ ۶ ]  |
| ۲۰۱۷ | زن قوی دو بونگ‌سون             | دانش آموز قلدر      | [ ۷ ]  |
| ۲۰۱۷ | اعتراف زوجین                  | دانشجوی پخش         | [ ۸ ]  |
| ۲۰۱۸ | داستان عشق زندگی واقعی: فصل ۳ | همکار               | [ ۹ ]  |
| ۲۰۱۸ | براجکت                        | گو یونگ جه          | [ ۱۰ ] |
| ۲۰۱۸ | فقط خیلی خسته                 | کیم چول سو          | [ ۱۱ ] |
| ۲۰۱۸ | SURF 101: Intro to Romance    | لی بیونگ جین        | [ ۱۲ ] |
| ۲۰۱۸ | خاطرات الحمرا                 | کارمند جی وان       | [ ۱۳ ] |
| ۲۰۱۹ | بکشش                          | لی یون سونگ         | [ ۱۴ ] |
| ۲۰۱۹ | عدالت                         | لی ته جو            | [ ۱۵ ] |
| ۲۰۱۹ | تو فوق‌العاده‌ای                | آن سو چول           | [ ۱۶ ] |
| ۲۰۲۰ | فایت هارد، لاو هاردر: فصل ۲   | تک                  | [ ۱۷ ] |
| ۲۰۲۰ | یکبار دیگر                    | هونگ سونگ وو        | [ ۱۸ ] |
| ۲۰۲۰ | کارآموز قدیمی                 | پارک چول مین        | [ ۱۹ ] |
| ۲۰۲۰ | یادبودها                      | جونگ یونگ گیو       | [ ۲۰ ] |
| ۲۰۲۰ | غریبه ۲                       | افسر پلیس دونگ‌دوچون | [ ۲۱ ] |
| ۲۰۲۱ | همچو پروانه                   | کیم سه جونگ         |        |
| ۲۰۲۱ | عاشقان آسمان سرخ              | مانسو               | [ ۲۲ ] |